# Ai nostri padri
Ai nostri padri (Our Fathers) è il primo romanzo di Andrew O'Hagan, pubblicato nel 1999. Il romanzo è stato selezionato tra i finalisti per il Booker Prize e il Whitbread Award per l'opera prima.

## Trama
James Bawn visita il nonno morente Hugh in Ayrshire e ha un breve incontro con il padre Robert, un alcolista. James, il narratore, racconta la storia della sua famiglia, discendenti di immigrati irlandesi. Hugh era stato il responsabile per la costruzione di alti condomini a Glasgow e nel sud-est della Scozia per rimpiazzare le catapecchie precedenti, ma ora anch'essi stanno per essere demoliti. Tutte e tre le generazioni della famiglia hanno vissuto vite di orgoglio e depressione, nazionalismo e alcool, di fede cattolica e di perdita degli ideali di sinistra.

## Edizioni
- Andrew O'Hagan, Ai nostri padri [Our Fathers], Frassinelli, 2001,  p. 292, ISBN 88-7684-659-X.